# Sergei Pareiko
Sergei Pareiko,  estonski nogometaš, * 31. januar 1977, Talin.  

## Življenjepis
Sergei se je rodil v estonski prestolnici ruski mami in beloruskemu očetu.Svojo prvo profesionalno pogodbo je podpisal junija 1992 za estonski klub Vigri Talin. Zadnji avgustovski dan leta 1996 je doživel svoj debitantski nastop za Estonsko člansko reprezentanco v Minsku proti Belorusiji.

## Uspehi
- FC Levadia Talin
  - Estonski državni prvak: ( 2x) 1999, 2000

- Estonski Pokal
- Pokalni zmagovalec (2x): 1999, 2000
- Estonski Superpokal: 1999, 2000
- Superpokalni zmagovalec (2x): 1999 in 2000
- JK Tallinna Sadam
  - Estonski Pokal

- Pokalni zmagovalec (2x): 1996 in 1997
- -     - Estonski Superpokal: 1997

- Superpokalni zmagovalec : 1997
- Wisła Kraków

- Poljski prvak: 2011